# Államok vezetőinek listája 210-ben
Ezen az oldalon az i. sz. 210-ben fennálló államok vezetőinek névsora olvasható földrészek, majd országok szerinti bontásban. 

## Európa
- Boszporoszi Királyság
  - Király: II. Szauromatész (174/175–210/211)

- Római Birodalom
  - Császár: Septimius Severus (193–211) 
    - Consul: Manius Acilius Faustinus
    - Consul: Aulus Triarius Rufinus

  - Britannia provincia
    - Legatus: Lucius Alfenus Senecio (205–212)

  - Hispania Tarraconensis provincia
    - Legatus: Marcus Nummius Umbrius Primus Senecio Albinus (209–212)

## Ázsia
- Armenia
  - Király: I. Khoszroész (kb. 190–216)

- Harakéné
  - Király: Maga (195–210)
  - Király: III. Abinergaosz (210–222)

- Hsziungnuk
  - Sanjü: Hucsucsuan (195–216)

- Ibériai Királyság
  - Király: I. Rev (189–216)

- India
  - Anuradhapura
    - Király: I. Sziri Naga (196–215)

  - Szátaváhana Birodalom
    - Király: Vidzsaja (199–kb. 210)

- Japán
  - Császárnő: Dzsingú (200–269)

- Kína (Han-dinasztia)
  - Császár: Han Hszien-ti (189–220)

- Korea
  - Pekcse
    - Király: Cshogo (166–214)

  - Kogurjo
    - Király: Szanszang (197–227)

  - Silla
    - Király: Nehe (196–230)

  - Kumgvan Kaja
    - Király: Kodung (199–259)

- Kusán Birodalom
  - Király: I. Vaszudéva (184–220)

- Oszroéné
  - Király: VIII. Abgar (167–212)

- Pártus Birodalom
  - Nagykirály: VI. Vologaészész (207–227)

## Afrika
- Római Birodalom
  - Aegyptus provincia
    - Praefectus: Tiberius Claudius Subatianus Aquila (206–211)

- Kusita Királyság
  - Kusita uralkodók listája

## Fordítás
- Ez a szócikk részben vagy egészben  a   Liste der Staatsoberhäupter 210 című német Wikipédia-szócikk ezen változatának fordításán alapul.  Az eredeti cikk szerkesztőit annak laptörténete sorolja fel. Ez a jelzés csupán a megfogalmazás eredetét és a szerzői jogokat jelzi, nem szolgál a cikkben szereplő információk forrásmegjelöléseként.